# Grand Prix moto des Amériques 2025
Le Grand Prix moto des Amériques 2025 est la troisième manche du championnat du monde de vitesse moto 2025.
Cette 12e édition du Grand Prix moto des Amériques se déroule du 28 mars au 30 mars sur le circuit des Amériques à Austin.

## Classements MotoGP

### Qualifications
| Meilleur tour de la session |

| Pos.     | No. | Pilote                | Equipe                               | Temps de qualification | Temps de qualification | Grille finale | Ligne |
| Pos.     | No. | Pilote                | Equipe                               | Q1                     | Q2                     | Grille finale | Ligne |
| -------- | --- | --------------------- | ------------------------------------ | ---------------------- | ---------------------- | ------------- | ----- |
| 1        | 93  | Marc Márquez          | Ducati Lenovo Team                   | Qualifié en Q2         | 02:01.088              | 1             | 1     |
| 2        | 49  | Fabio Di Giannantonio | Pertamina Enduro VR46 Racing Team    | Qualifié en Q2         | 02:01.189              | 2             | 1     |
| 3        | 73  | Álex Márquez          | BK8 Gresini Racing MotoGP            | Qualifié en Q2         | 02:01.448              | 3             | 1     |
| 4        | 37  | Pedro Acosta          | Red Bull KTM Factory Racing          | Qualifié en Q2         | 02:01.504              | 4             | 2     |
| 5        | 21  | Franco Morbidelli     | Pertamina Enduro VR46 Racing Team    | Qualifié en Q2         | 02:01.529              | 5             | 2     |
| 6        | 63  | Francesco Bagnaia     | Ducati Lenovo Team                   | Qualifié en Q2         | 02:01.611              | 6             | 2     |
| 7        | 10  | Luca Marini           | Honda HRC Castrol                    | 02:02.001              | 02:01.737              | 7             | 3     |
| 8        | 36  | Joan Mir              | Honda HRC Castrol                    | Qualifié en Q2         | 02:02.008              | 8             | 3     |
| 9        | 43  | Jack Miller           | Prima Pramac Racing                  | Qualifié en Q2         | 02:02.008              | 9             | 3     |
| 10       | 12  | Maverick Viñales      | Red Bull KTM Tech3                   | Qualifié en Q2         | 02:02.019              | 10            | 4     |
| 11       | 20  | Fabio Quartararo      | Monster Energy Yamaha Factory Racing | 02:02.113              | 02:02.032              | 11            | 4     |
| 12       | 54  | Fermín Aldeguer       | BK8 Gresini Racing MotoGP            | Qualifié en Q2         | 02:02.419              | 12            | 4     |
| 13       | 72  | Marco Bezzecchi       | Aprilia Racing                       | 02:02.195              | N/A                    | 13            | 5     |
| 14       | 42  | Álex Rins             | Monster Energy Yamaha Factory Racing | 02:02.500              | N/A                    | 14            | 5     |
| 15       | 5   | Johann Zarco          | LCR Honda Castrol                    | 02:02.636              | N/A                    | 15            | 5     |
| 16       | 33  | Brad Binder           | Red Bull KTM Factory Racing          | 02:02.637              | N/A                    | 16            | 6     |
| 17       | 23  | Enea Bastianini       | Red Bull KTM Tech3                   | 02:02.868              | N/A                    | 17            | 6     |
| 18       | 79  | Ai Ogura              | Trackhouse Racing                    | 02:02.909              | N/A                    | 18            | 6     |
| 19       | 25  | Raúl Fernández        | Trackhouse Racing                    | 02:02.957              | N/A                    | 19            | 7     |
| 20       | 7   | Augusto Fernández     | Prima Pramac Racing                  | 02:03.805              | N/A                    | 20            | 7     |
| 21       | 35  | Somkiat Chantra       | LCR Honda Idemitsu                   | 02:03.909              | N/A                    | 21            | 7     |
| 22       | 32  | Lorenzo Savadori      | Aprilia Racing                       | 02:04.254              | N/A                    | 22            | 8     |
| Résultat |     |                       |                                      |                        |                        |               |       |

### Course sprint
| Pos.                                                        | No. | Pilote                | Equipe                               | Constructeur | Tours | Temps/Ecarts | Grille | Points |
| ----------------------------------------------------------- | --- | --------------------- | ------------------------------------ | ------------ | ----- | ------------ | ------ | ------ |
| 1                                                           | 93  | Marc Márquez          | Ducati Lenovo Team                   | Ducati       | 10    | 20:29.509    | 1      | 12     |
| 2                                                           | 73  | Álex Márquez          | BK8 Gresini Racing MotoGP            | Ducati       | 10    | +0.795       | 3      | 9      |
| 3                                                           | 63  | Francesco Bagnaia     | Ducati Lenovo Team                   | Ducati       | 10    | +1.918       | 6      | 7      |
| 4                                                           | 49  | Fabio Di Giannantonio | Pertamina Enduro VR46 Racing Team    | Ducati       | 10    | +8.536       | 2      | 6      |
| 5                                                           | 21  | Franco Morbidelli     | Pertamina Enduro VR46 Racing Team    | Ducati       | 10    | +9.685       | 5      | 5      |
| 6                                                           | 20  | Fabio Quartararo      | Monster Energy Yamaha Factory Racing | Yamaha       | 10    | +10.676      | 11     | 4      |
| 7                                                           | 37  | Pedro Acosta          | Red Bull KTM Factory Racing          | KTM          | 10    | +12.049      | 4      | 3      |
| 8                                                           | 10  | Luca Marini           | Honda HRC Castrol                    | Honda        | 10    | +13.588      | 7      | 2      |
| 9                                                           | 79  | Ai Ogura              | Trackhouse Racing                    | Aprilia      | 10    | +13.752      | 18     | 1      |
| 10                                                          | 72  | Marco Bezzecchi       | Aprilia Racing                       | Aprilia      | 10    | +14.584      | 13     |        |
| 11                                                          | 54  | Fermín Aldeguer       | BK8 Gresini Racing MotoGP            | Ducati       | 10    | +14.754      | 12     |        |
| 12                                                          | 33  | Brad Binder           | Red Bull KTM Factory Racing          | KTM          | 10    | +14.908      | 16     |        |
| 13                                                          | 23  | Enea Bastianini       | Red Bull KTM Tech3                   | KTM          | 10    | +16.009      | 17     |        |
| 14                                                          | 43  | Jack Miller           | Prima Pramac Racing                  | Yamaha       | 10    | +16.182      | 9      |        |
| 15                                                          | 42  | Álex Rins             | Monster Energy Yamaha Factory Racing | Yamaha       | 10    | +18.181      | 14     |        |
| 16                                                          | 5   | Johann Zarco          | LCR Honda Castrol                    | Honda        | 10    | +18.625      | 15     |        |
| 17                                                          | 25  | Raúl Fernández        | Trackhouse Racing                    | Aprilia      | 10    | +21.666      | 19     |        |
| 18                                                          | 7   | Augusto Fernández     | Prima Pramac Racing                  | Yamaha       | 10    | +29.061      | 20     |        |
| 19                                                          | 35  | Somkiat Chantra       | LCR Honda Idemitsu                   | Honda        | 10    | +33.622      | 21     |        |
| 20                                                          | 32  | Lorenzo Savadori      | Aprilia Racing                       | Aprilia      | 10    | +37.989      | 22     |        |
| Abd.                                                        | 12  | Maverick Viñales      | Red Bull KTM Tech3                   | KTM          | 7     | Abandon      | 10     |        |
| Abd.                                                        | 36  | Joan Mir              | Honda HRC Castrol                    | Honda        | 5     | Abandon      | 8      |        |
| Meilleur tour du Sprint : Marc Márquez (2:02.129 au tour 2) |     |                       |                                      |              |       |              |        |        |
| Rapport officiel                                            |     |                       |                                      |              |       |              |        |        |

### Course principale
| Pos.                                                       | No. | Pilote                | Equipe                               | Constructeur | Tours | Temps/Ecarts | Grille | Points |
| ---------------------------------------------------------- | --- | --------------------- | ------------------------------------ | ------------ | ----- | ------------ | ------ | ------ |
| 1                                                          | 63  | Francesco Bagnaia     | Ducati Lenovo Team                   | Ducati       | 19    | 39:00.191    | 6      | 25     |
| 2                                                          | 73  | Álex Márquez          | BK8 Gresini Racing MotoGP            | Ducati       | 19    | +2.089       | 3      | 20     |
| 3                                                          | 49  | Fabio Di Giannantonio | Pertamina Enduro VR46 Racing Team    | Ducati       | 19    | +3.594       | 2      | 16     |
| 4                                                          | 21  | Franco Morbidelli     | Pertamina Enduro VR46 Racing Team    | Ducati       | 19    | +10.732      | 5      | 13     |
| 5                                                          | 43  | Jack Miller           | Prima Pramac Racing                  | Yamaha       | 19    | +11.857      | 9      | 11     |
| 6                                                          | 72  | Marco Bezzecchi       | Aprilia Racing                       | Aprilia      | 19    | +12.238      | 13     | 10     |
| 7                                                          | 23  | Enea Bastianini       | Red Bull KTM Tech3                   | KTM          | 19    | +12.815      | 17     | 9      |
| 8                                                          | 10  | Luca Marini           | Honda HRC Castrol                    | Honda        | 19    | +15.646      | 7      | 8      |
| 9                                                          | 79  | Ai Ogura              | Trackhouse Racing                    | Aprilia      | 19    | +16.344      | 18     | 7      |
| 10                                                         | 20  | Fabio Quartararo      | Monster Energy Yamaha Factory Racing | Yamaha       | 19    | +18.255      | 11     | 6      |
| 11                                                         | 42  | Álex Rins             | Monster Energy Yamaha Factory Racing | Yamaha       | 19    | +24.256      | 14     | 5      |
| 12                                                         | 25  | Raúl Fernández        | Trackhouse Racing                    | Aprilia      | 19    | +27.938      | 19     | 4      |
| 13                                                         | 7   | Augusto Fernández     | Prima Pramac Racing                  | Yamaha       | 19    | +35.740      | 20     | 3      |
| 14                                                         | 12  | Maverick Viñales      | Red Bull KTM Tech3                   | KTM          | 19    | +42.724      | 10     | 2      |
| 15                                                         | 32  | Lorenzo Savadori      | Aprilia Racing                       | Aprilia      | 19    | +46.397      | 22     | 1      |
| 16                                                         | 35  | Somkiat Chantra       | LCR Honda Idemitsu                   | Honda        | 19    | +63.601      | 21     |        |
| 17                                                         | 5   | Johann Zarco          | LCR Honda Castrol                    | Honda        | 19    | 2 tours      | 15     |        |
| Abd.                                                       | 54  | Fermín Aldeguer       | BK8 Gresini Racing MotoGP            | Ducati       | 16    | Abandon      | 12     |        |
| Abd.                                                       | 93  | Marc Márquez          | Ducati Lenovo Team                   | Ducati       | 12    | Abandon      | 1      |        |
| Abd.                                                       | 33  | Brad Binder           | Red Bull KTM Factory Racing          | KTM          | 12    | Abandon      | 16     |        |
| Abd.                                                       | 36  | Joan Mir              | Honda HRC Castrol                    | Honda        | 11    | Abandon      | 8      |        |
| Abd.                                                       | 37  | Pedro Acosta          | Red Bull KTM Factory Racing          | KTM          | 10    | Abandon      | 4      |        |
| Meilleur tour en course: Marc Márquez (2:02.221 au tour 7) |     |                       |                                      |              |       |              |        |        |
| Rapport officiel                                           |     |                       |                                      |              |       |              |        |        |

## Classement Moto2
| Pos.                                                           | No. | Pilote                  | Equipe                        | Constructeur | Tours | Temps/Ecarts | Grille | Points |
| -------------------------------------------------------------- | --- | ----------------------- | ----------------------------- | ------------ | ----- | ------------ | ------ | ------ |
| 1                                                              | 96  | Jake Dixon              | ELF Marc VDS Racing Team      | Boscoscuro   | 16    | 37:24.220    | 1      | 25     |
| 2                                                              | 14  | Tony Arbolino           | BLU CRU Pramac Yamaha Moto2   | Boscoscuro   | 16    | +4.148       | 7      | 20     |
| 3                                                              | 21  | Alonso López            | Team HDR Heidrun              | Boscoscuro   | 16    | +12.685      | 11     | 16     |
| 4                                                              | 44  | Arón Canet              | Fantic Racing LINO SONEGO     | Kalex        | 16    | +28.375      | 5      | 13     |
| 5                                                              | 28  | Izan Guevara            | BLU CRU Pramac Yamaha Moto2   | Boscoscuro   | 16    | +30.290      | 26     | 11     |
| 6                                                              | 4   | Iván Ortolá             | QJMOTOR - FRINSA - MSI        | Boscoscuro   | 16    | +31.916      | 23     | 10     |
| 7                                                              | 7   | Barry Baltus            | Fantic Racing LINO SONEGO     | Kalex        | 16    | +32.640      | 3      | 9      |
| 8                                                              | 27  | Daniel Holgado          | CFMOTO Inde Aspar Team        | Kalex        | 16    | +32.685      | 13     | 8      |
| 9                                                              | 64  | Mario Aji               | Idemitsu Honda Team Asia      | Kalex        | 16    | +33.466      | 12     | 7      |
| 10                                                             | 95  | Collin Veijer           | Red Bull KTM Ajo              | Kalex        | 16    | +35.429      | 25     | 6      |
| 11                                                             | 24  | Marcos Ramirez          | OnlyFans American Racing Team | Kalex        | 16    | +36.724      | 8      | 5      |
| 12                                                             | 66  | Oscar Gutierrez         | QJMOTOR - FRINSA - MSI        | Boscoscuro   | 16    | +39.976      | 16     | 4      |
| 13                                                             | 84  | Zonta Van Den Goorbergh | RW - Idrofoglia Racing GP     | Kalex        | 16    | +43.089      | 4      | 3      |
| 14                                                             | 80  | David Alonso            | CFMOTO Inde Aspar Team        | Kalex        | 16    | +43.139      | 6      | 2      |
| 15                                                             | 11  | Alex Escrig             | KLINT Forward Factory Team    | Forward      | 16    | +44.390      | 14     | 1      |
| 16                                                             | 99  | Adrian Huertas          | Italtrans Racing Team         | Kalex        | 16    | +53.346      | 27     |        |
| 17                                                             | 92  | Yuki Kunii              | Idemitsu Honda Team Asia      | Kalex        | 16    | +55.195      | 17     |        |
| 18                                                             | 9   | Jorge Navarro           | KLINT Forward Factory Team    | Forward      | 16    | +61.164      | 22     |        |
| 19                                                             | 71  | Ayumu Sasaki            | RW - Idrofoglia Racing GP     | Kalex        | 16    | +72.118      | 24     |        |
| 20                                                             | 13  | Celestino Vietti        | Team HDR Heidrun              | Boscoscuro   | 16    | +121.393     | 18     |        |
| 21                                                             | 10  | Diogo Moreira           | Italtrans Racing Team         | Kalex        | 16    | 1 tour       | 21     |        |
| 22                                                             | 18  | Manuel González         | Liqui Moly Dynavolt Intact GP | Kalex        | 16    | 1 tour       | 2      |        |
| 23                                                             | 81  | Senna Agius             | Liqui Moly Dynavolt Intact GP | Kalex        | 16    | 1 tour       | 15     |        |
| 24                                                             | 75  | Albert Arenas           | ITALJET Gresini Moto2         | Kalex        | 16    | 1 tour       | 20     |        |
| 25                                                             | 16  | Joe Roberts             | OnlyFans American Racing Team | Kalex        | 16    | 1 tour       | 19     |        |
| Abd.                                                           | 53  | Deniz Öncü              | Red Bull KTM Ajo              | Kalex        | 12    | Abandon      | 10     |        |
| Abd.                                                           | 12  | Filip Salac             | ELF Marc VDS Racing Team      | Boscoscuro   | 5     | Abandon      | 9      |        |
| Meilleur tour en course: Manuel González (2:15.397 au tour 15) |     |                         |                               |              |       |              |        |        |
| Rapport officiel                                               |     |                         |                               |              |       |              |        |        |

## Classement Moto3
| Pos.                                                          | No. | Pilote             | Equipe                        | Constructeur | Tours | Temps/Ecarts | Grille | Points |
| ------------------------------------------------------------- | --- | ------------------ | ----------------------------- | ------------ | ----- | ------------ | ------ | ------ |
| 1                                                             | 99  | José Antonio Rueda | Red Bull KTM Ajo              | KTM          | 14    | 31:23.456    | 4      | 25     |
| 2                                                             | 66  | Joel Kelso         | LEVELUP-MTA                   | KTM          | 14    | +2.399       | 3      | 20     |
| 3                                                             | 18  | Matteo Bertelle    | LEVELUP-MTA                   | KTM          | 14    | +4.200       | 10     | 16     |
| 4                                                             | 36  | Ángel Piqueras     | FRINSA - MT Helmets - MSI     | KTM          | 14    | +5.345       | 11     | 13     |
| 5                                                             | 28  | Máximo Quiles      | CFMOTO Gaviota Aspar Team     | KTM          | 14    | +5.522       | 2      | 11     |
| 6                                                             | 83  | Álvaro Carpe       | Red Bull KTM Ajo              | KTM          | 14    | +7.309       | 7      | 10     |
| 7                                                             | 71  | Dennis Foggia      | CFMOTO Gaviota Aspar Team     | KTM          | 14    | +21.815      | 5      | 9      |
| 8                                                             | 11  | Adrian Cruces      | CIP Green Power               | KTM          | 14    | +22.069      | 16     | 8      |
| 9                                                             | 72  | Taiyo Furusato     | Honda Team Asia               | Honda        | 14    | +22.251      | 17     | 7      |
| 10                                                            | 14  | Cormac Buchanan    | DENSSI Racing - BOE           | KTM          | 14    | +22.459      | 15     | 6      |
| 11                                                            | 94  | Guido Pini         | Liqui Moly Dynavolt Intact GP | KTM          | 14    | +22.558      | 12     | 5      |
| 12                                                            | 31  | Adrian Fernandez   | Leopard Racing                | Honda        | 14    | +24.189      | 9      | 4      |
| 13                                                            | 22  | David Almansa      | Leopard Racing                | Honda        | 14    | +24.919      | 18     | 3      |
| 14                                                            | 12  | Jacob Roulstone    | Red Bull KTM Tech3            | KTM          | 14    | +25.592      | 23     | 2      |
| 15                                                            | 10  | Nicola Carraro     | Rivacold Snipers Team         | Honda        | 14    | +26.786      | 20     | 1      |
| 16                                                            | 21  | Ruché Moodley      | DENSSI Racing - BOE           | KTM          | 14    | +26.966      | 22     |        |
| 17                                                            | 8   | Eddie O'Shea       | GRYD - Mlav Racing            | Honda        | 14    | +31.800      | 24     |        |
| 18                                                            | 34  | Jakob Rosenthaler  | GRYD - Mlav Racing            | Honda        | 14    | +57.135      | 25     |        |
| 19                                                            | 6   | Ryusei Yamanaka    | FRINSA - MT Helmets - MSI     | KTM          | 14    | +121.645     | 19     |        |
| Abd.                                                          | 73  | Valentin Perrone   | Red Bull KTM Tech3            | KTM          | 9     | Abandon      | 21     |        |
| Abd.                                                          | 19  | Scott Ogden        | CIP Green Power               | KTM          | 8     | Abandon      | 13     |        |
| Abd.                                                          | 82  | Stefano Nepa       | SIC58 Squadra Corse           | Honda        | 7     | Abandon      | 8      |        |
| Abd.                                                          | 64  | David Muñoz        | Liqui Moly Dynavolt Intact GP | KTM          | 6     | Abandon      | 1      |        |
| Abd.                                                          | 58  | Luca Lunetta       | SIC58 Squadra Corse           | Honda        | 4     | Abandon      | 6      |        |
| Abd.                                                          | 54  | Riccardo Rossi     | Rivacold Snipers Team         | Honda        | 1     | Abandon      | 14     |        |
| Meilleur tour en course: Matteo Bertelle (2:13.939 au tour 6) |     |                    |                               |              |       |              |        |        |
| Rapport officiel                                              |     |                    |                               |              |       |              |        |        |

## Classements provisoires aux Championnats
Seul le top5 de chaque championnat a l’issue du Grand Prix est présenté ici.

### MotoGP
|  | Pos. | Pilote | Points |
|  | ---- | ------ | ------ |
|  | 1    |        |        |
|  | 2    |        |        |
|  | 3    |        |        |
|  | 4    |        |        |
|  | 5    |        |        |

|  | Pos. | Constructeur | Points |
|  | ---- | ------------ | ------ |
|  | 1    |              |        |
|  | 2    |              |        |
|  | 3    |              |        |
|  | 4    |              |        |
|  | 5    |              |        |

|  | Pos. | Equipe | Points |
|  | ---- | ------ | ------ |
|  | 1    |        |        |
|  | 2    |        |        |
|  | 3    |        |        |
|  | 4    |        |        |
|  | 5    |        |        |

### Moto2
|  | Pos. | Pilote | Points |
|  | ---- | ------ | ------ |
|  | 1    |        |        |
|  | 2    |        |        |
|  | 3    |        |        |
|  | 4    |        |        |
|  | 5    |        |        |

|  | Pos. | Constructeur | Points |
|  | ---- | ------------ | ------ |
|  | 1    |              |        |
|  | 2    |              |        |

|  | Pos. | Equipe | Points |
|  | ---- | ------ | ------ |
|  | 1    |        |        |
|  | 2    |        |        |
|  | 3    |        |        |
|  | 4    |        |        |
|  | 5    |        |        |

### Moto3
|  | Pos. | Pilote | Points |
|  | ---- | ------ | ------ |
|  | 1    |        |        |
|  | 2    |        |        |
|  | 3    |        |        |
|  | 4    |        |        |
|  | 5    |        |        |

|  | Pos. | Constructeur | Points |
|  | ---- | ------------ | ------ |
|  | 1    |              |        |
|  | 2    |              |        |
|  | 3    |              |        |
|  | 4    |              |        |
|  | 5    |              |        |

|  | Pos. | Equipe | Points |
|  | ---- | ------ | ------ |
|  | 1    |        |        |
|  | 2    |        |        |
|  | 3    |        |        |
|  | 4    |        |        |
|  | 5    |        |        |